# ひみつスナイパー健
ひみつスナイパー健（ひみつスナイパーけん）は、かつてサンミュージックプロダクションで活動していたお笑いコンビ。2015年11月29日結成。2020年9月26日解散。

## メンバー
ふじこ（1995年3月6日（30歳）- ）
- ボケ担当。
- 東京都出身、血液型はA型[1]。身長155cm、体重45kg。明星大学中退[2]。
- 趣味は競馬、ダーツ、麻雀、大喜利[2]。
- 特技はクイズ、LINE、ドラえもんと美味しんぼの知識[2]。
- 結成前は、現マタンゴの斉藤アーと「ニュージーズ」というコンビで活動。当時アマチュアながら、2015年のM-1グランプリで3回戦へと進出した[3]。
- コンビ解散後、2021年に元コルの蜂谷豪孝とのお試しユニット「シャドモン」、シオザキとモリィとのユニット「イカのおすしちゃん」として活動[4][5]。
- 2023年に鈴木祐介（元アメリカンコミックス、スペシャルワン）とりょうちゃん（元一本槍）とともに素晴らしき人生を結成し、松竹芸能に所属している[6]。

仁木 恭平（にき きょうへい、1991年6月19日（33歳）- ）
- ツッコミ担当。
- 北海道長万部町出身[7]、血液型はAB型。身長177cm、体重62kg[2]。
- 趣味はイラスト、アイドル（ハロー!プロジェクト）、大喜利[2]。
- 特技は4コマ漫画、カラオケ[2]。
- 結成前は、元コークスのシャラ～ペと「そうじゃねぇだろ」というコンビで活動。前コンビ時代から「オモコロ」に連載記事の執筆やラジオ出演を行っていた。
- ワッフルに異常な程の嫌悪感を抱いている。
- コンビ解散後、2020年12月に自身のTwitterアカウントにて吉本興業へ移籍した事を発表。2021年1月に、東京NSC18期生で元ドラゴンニンジャの山口コンボイとコンビ「ケビンス」を結成した[8]。

## 来歴
仁木の前コンビ「そうじゃねえだろ」が相方の体調不良により解散。解散後新しい相方が見つからなかった仁木に、当時早稲田大学寄席演芸研究会に所属していて、アマチュアコンビ「ニュージーズ」でM-1グランプリ3回戦進出も果たしていたふじこを、元相方が紹介し結成。当時、二人は大喜利ライブでの共演経験はあったが、ライブで一言話すか話さないか程度の関係だった。
2020年9月26日、双方のツイッターアカウントにて解散を発表。今後もそれぞれ芸人としての活動は継続する。

## 賞レースでの成績
- 2016年 - M-1グランプリ 2回戦進出[12]
- 2017年 - M-1グランプリ 2回戦進出[12]
- 2018年 - M-1グランプリ 2回戦進出[12]
- 2019年 - M-1グランプリ 2回戦進出[12]
- 2020年 - M-1グランプリ 1回戦敗退[12]

## 出演

### テレビ
過去のレギュラー番組
- ウケメン（2018年11月24日・12月26日・2019年2月23日・3月28日 - 2020年9月26日、フジテレビ）

過去の出演番組
- 学生才能発掘バラエティ 学生HEROES!（2015年9月16日、テレビ朝日）　※ふじこのみ
- ダラケ！〜特別企画 TENGA王決定戦〜（2018年4月26日、BSスカパー!）　※仁木のみ

### 映画
- デスフォレスト 恐怖の森5（2016年）　※ふじこのみ